# ماتيو روي
ماتيو روي هو لاعب هوكي الجليد كندي، ولد في 10 أغسطس 1983 في سان جورجس في كندا.

## وصلات خارجية
- ماتيو روي على موقع دوري الهوكي الوطني (الإنجليزية)
- ماتيو روي على موقع الدوري الأمريكي لهوكي الجليد (الإنجليزية)
- ماتيو روي على موقع EliteProspects.com (الإنجليزية)
- ماتيو روي على موقع HockeyDB.com (الإنجليزية)
- ماتيو روي على موقع Hockey-Reference.com (الإنجليزية)